# Anni 870 a.C.
Gli anni 870 a.C. sono il decennio che comprende gli anni dall'879 a.C. all'870 a.C. inclusi.

## Eventi
- 870 a.C. circa - Nabu-apla-iddina è sovrano di Babilonia.

## Personaggi
- Asa, Re di Giuda

## Nati
- Giosafat, re († 849 a.C.)

## Morti
- Smendes III, sacerdote egizio
- Takelot I, faraone egizio873 a.C.
- Asa di Giuda, re